# روزالا
روزالا ميلر (من مواليد 18 مارس 1964)، والمعروفة باسم روزالا (بالإنجليزية: Rozalla) هي مغنية موسيقى إلكترونية من زيمبابوي، وُلدت في روديسيا الشمالية آنذاك، فيما بعد زامبيا، لأب من زيمبابوي. انتقلت لاحقًا مع والديها في سن 18 إلى بلد والدها الأصلي، زيمبابوي. اشتهرت من ثلاثة أغناني صدرت في أعوام 1991-1992 «فيث (إن ذا باور أوف لوف)»، «أر يو ريدي تو فلاي» و «إيفريبودي إز فري (تو فيل غود)»، والتي تم إصدار ريمكس لها عدة مرات. في ديسمبر 2016، صنفتها مجلة بيلبورد على أنها فنانة أغاني الرقص رقم 98 من تصنيف الأكثر نجاحًا على الإطلاق.